# Lassee
Lassee là một thị trấn ở huyện Gänserndorf thuộc bang Niederösterreich nước Áo. Đô thị Lassee có diện tích 55,62 km², dân số năm 2001 là 2354 người.